# Kuwejt na Mistrzostwach Świata w Lekkoatletyce 2009
Kuwejt na Mistrzostwach Świata w Lekkoatletyce 2009 reprezentowane były przez 2 mężczyzn. Żaden z tych sportowców nie zdobył medalu na tych mistrzostwach.

## Lekkoatleci

### Rzut młotem mężczyzn
- Ali Mohamed Al-Zinkawi - 13. miejsce w eliminacjach i brak awansu do finału - 75.10 m

### Bieg na 800 m mężczyzn
- Mohammad Al-Azemi - 43. miejsce w eliminacjach i brak awansu do kolejnej rundy - 1.51.73 min.

Kuwejt na oficjalnej stronie mistrzostw w bazie IAAF